# Harold L. Friedman
Harold Leo Friedman (* 24. März 1923 in Manhattan, New York City; † 16. September 2005 in Stony Brook, Long Island, New York) war ein US-amerikanischer Chemiker und Hochschullehrer, der sich mit den strukturellen und thermodynamischen Eigenschaften von Flüssigkeiten beschäftigte und dabei wichtige Beiträge zur meereskundlichen und humanen Physiologie leistete.

## Leben
Nach dem Schulbesuch studierte Friedman Chemie an der University of Chicago und erwarb dort einen Bachelor of Science (B.S. Chemistry) und promovierte ebenda 1949 bei Henry Taube mit der Arbeit The preparation and properties of ammonium chlorogallate and some related compounds. Anschließend war er zunächst Dozent an der University of Southern California (USC) sowie anschließend Mitarbeiter des Forschungszentrums von IBM in Yorktown Heights. 1965 nahm Friedman eine Professur für Chemie an der State University of New York at Stony Brook (SBU) an und lehrte dort bis zu seiner Emeritierung im Jahr 1994 fast 30 Jahre lang.
Er interessierte sich für die Struktur von Wasser und dem Transport von Materie und elektrischer Ladungen in Elektrolyten genannten chemischen Lösungen. In der Physiologie beeinflussen Elektrolyte neben anderen Funktionen die „Blutchemie“ und Nervenaktionen. Dabei untersuchte er bei der Arbeit mit Salzwasser und anderen elektrolytischen Lösungen das Verhalten von elektrisch geladenen Ionen und die Wechselwirkungen von positiv und negativ geladenen Ionen und den sie umgebenden neutralen Molekülen. Diese Untersuchungen beschrieb er in seinem Buch Ionic Solution Theory (1962). Über Friedmans Arbeiten führte Francis T. Bonner, der Leiter der Abteilung für Chemie an der SBU zwischen 1958 und 1970, aus:

“Friedman's research became critical in the literature of oceanography and physiology, among other fields and applications. For example, in order to make accurate forecasts of weather, you need an accurate model of the medium. Harold Friedman helped us to model, explain and better understand the actions of electrolytes.”

„Friedmans Forschungen waren entscheidend für die Literatur über Ozeanografie und Physiologie, aber auch für andere Bereiche und Anwendungen. Zum Beispiel für die genaue Wettervorhersage werden genaue Modelle dieses Mediums benötigt. Harold Friedman half uns zu modellieren, zu erklären und die Aktionen von Elektrolyten besser zu verstehen.“

1970 übernahm er als Nachfolger von Francis T. Bonner die Leitung der Chemischen Abteilung der Stony Brook University und behielt diese Funktion in den 1970er-Jahren. 1985 veröffentlichte er mit A Course In Statistical Mechanics ein Lehrbuch. 1987 wurde er Fellow der American Physical Society. 1988 wurde Harold L. Friedman für seine Forschungen und Entdeckungen mit der Robinson-Medaille der Faraday Division für Physikalische Chemie der Royal Society of Chemistry ausgezeichnet. 1997 erhielt er Joel Henry Hildebrand Award der American Chemical Society.

## Veröffentlichungen
- Ionic Solution Theory. John Wiley & Sons Inc, New York 1962, ISBN 0-470-28050-6.
- A course in statistical mechanics. Prentice-Hall, Englewood Cliffs, N.J. 1985, ISBN 0-13-184565-9.